# WTA-toernooi van Katowice
Het WTA-toernooi van Katowice was een jaarlijks terugkerend tennistoernooi voor vrouwen dat van 2013 tot en met 2016 werd georganiseerd in de Spodek Hall in de Poolse plaats Katowice. De officiële naam van het toernooi was Katowice Open.
De WTA organiseerde het toernooi dat in de categorie "International" viel. Nadat in 2013 werd gespeeld op gravel-binnenbanen, vond het toernooi daarna op overdekte hardcourt-banen plaats.
Het toernooi werd in 2013 voor het eerst georganiseerd. Toen was het, naast het WTA-toernooi van Stuttgart, het enige overdekte graveltoernooi op de WTA-kalender.
|          |  |             |
| Katowice |  | Spodek Hall |

## Finales

### Enkelspel
| Datum      | Naam                      | Cat.          | ($)     | Ondergrond        | Winnares           | Verliezend finaliste | Uitslag       |         |
| ---------- | ------------------------- | ------------- | ------- | ----------------- | ------------------ | -------------------- | ------------- | ------- |
| 2013-04-08 | BNP Paribas Katowice Open | International | 235.000 | gravel, binnen    | Roberta Vinci      | Petra Kvitová        | 7-6, 6-1      | details |
| 2014-04-07 | BNP Paribas Katowice Open | International | 250.000 | hardcourt, binnen | Alizé Cornet       | Camila Giorgi        | 7-6, 5-7, 7-5 | details |
| 2015-04-06 | Katowice Open             | International | 250.000 | hardcourt, binnen | Anna Schmiedlová   | Camila Giorgi        | 6-4, 6-3      | details |
| 2016-04-04 | Katowice Open             | International | 250.000 | hardcourt, binnen | Dominika Cibulková | Camila Giorgi        | 6-4, 6-0      | details |

### Dubbelspel
| Datum      | Naam                      | Cat.          | ($)     | Ondergrond        | Winnaressen                              | Verliezend finalistes                 | Uitslag          |         |
| ---------- | ------------------------- | ------------- | ------- | ----------------- | ---------------------------------------- | ------------------------------------- | ---------------- | ------- |
| 2013-04-08 | BNP Paribas Katowice Open | International | 235.000 | gravel, binnen    | Lara Arruabarrena Lourdes Domínguez Lino | Ioana Raluca Olaru Valerija Solovjeva | 6-4, 7-5         | details |
| 2014-04-07 | BNP Paribas Katowice Open | International | 250.000 | hardcourt, binnen | Joelija Bejhelzymer Olha Savtsjoek       | Klára Koukalová Monica Niculescu      | 6-4, 5-7, [10-7] | details |
| 2015-04-06 | Katowice Open             | International | 250.000 | hardcourt, binnen | Ysaline Bonaventure Demi Schuurs         | Gioia Barbieri Karin Knapp            | 7-5, 4-6, [10-6] | details |
| 2016-04-04 | Katowice Open             | International | 250.000 | hardcourt, binnen | Eri Hozumi Miyu Kato                     | Valentina Ivachnenko Marina Melnikova | 3-6, 7-5, [10-8] | details |